# Mælkebøtten
Mælkebøtten er Christianias betegnelse for en del af fristaden, omtrent sammenfaldende med Sofie Hedevigs Bastion, som udgør en del af Christianshavns Vold. Mens området stadig benyttedes af Forsvaret, var det hjemsted for først en krudtmølle, senere en oliemølle og til sidst for Hærens Ny Laboratorium.